# Los momentos (canción)
Los momentos es una canción escrita por el cantante chileno Eduardo Gatti y publicada en el álbum debut de Los Blops llamado Blops en 1970, y más tarde Gatti aumentó la popularidad del tema interpretando como solista. Ha sido versionada por numerosos artistas a través de conciertos y grabaciones. 

## Otras versiones
- En 2009, el cantante chileno Gepe e Icalma realizan una versión del tema para la película chilena Turistas de Alicia Scherson.
- En 2010, la cantante chilena K-Réena realizó una versión moderna de la canción para competir en la elección de la canción representante de Chile en el Festival de Viña del Mar de ese año.
- En 2012, el cantante chileno Manuel García realizó una versión para la campaña chilena "La carrera más difícil del mundo" de la Fundación Puente.[1]
- En 2012, Tehijah grabó una versión del tema para el álbum de covers en reggae producido por Juan Cádiz.
- En 2012, la banda de Metal Ecléctico Egrégor grabó una versión acústica, acompañada de un videoclip.
- En el séptimo capítulo del programa Doremix de TVN estuvo dedicado a este tema, el cual fue interpretado por: Nano Stern, Valentina Sepúlveda, Pedro Foncea y Guadalupe Becker.
- En el año 2014, la cantante chilena Camila Moreno también realizó una versión de la canción para la campaña chilena "La carrera más difícil del mundo" de la Fundación Puente. También en el año 2016 la cantante cantó su versión de esta canción en el sexto capítulo de la primera temporada del programa chileno Puro Chile (programa de televisión).[2]

Versiones en directo
- El cantante argentino Nito Mestre (ex Sui Generis) interpreta una versión en vivo en sus presentaciones.[3]

## En cultura popular
- 2011: El tema aparece en el capítulo "Estamos todos bien" de la cuarta temporada de Los 80.